# Амакусак
Амакусак (исп. Amacuzac) — посёлок и административный центр одноимённого муниципалитета в мексиканском штате Морелос. Численность населения, по данным переписи 2010 года, составила 5368 человек.

## Название
Амакусак происходит из языка науатль, и его можно перевести как: место изобилующее жёлтым амате(es).

## История
Посёлок основал Анисето Аранда в 1853 году.